# Olme
Die Olme (Proteidae) sind eine Familie der Schwanzlurche. Alle Olme sind vollständig aquatil, haben nur eine einfach gebaute Lunge und behalten ihr ganzes Leben zwei larvale Kiemenschlitze, äußere Kiemen und eine neotene, larvenähnliche Form bei.
Es gibt zwei Gattungen, die in Nordamerika (Necturus) und in Europa (Proteus) vorkommen:
- Gattung Necturus Rafinesque, 1819 – Furchenmolche
  - Art Necturus alabamensis Viosca, 1937
  - Art Necturus beyeri Viosca, 1937
  - Art Necturus lewisi Brimley, 1924
  - Art Necturus maculosus (Rafinesque, 1818) – Gefleckter Furchenmolch
  - Art Necturus moleri (Guyer et al., 2020)
  - Art Necturus punctatus (Gibbes, 1850)
- Gattung Proteus Laurenti, 1768
  - Art Proteus anguinus (Laurenti, 1768) – Grottenolm

Fossilien von Necturus aus dem Paleozän fand man in Nordamerika. Proteus ist aus dem Pleistozän von Deutschland bekannt. Außerdem sind zwei fossile Gattungen aus dem Miozän bekannt, Orthophyia aus Deutschland und Mioproteus vom Kaukasus.